# Subur
Subur is een bestuurslaag in het regentschap Asahan van de provincie Noord-Sumatra, Indonesië. Subur telt 3903 inwoners (volkstelling 2010).